# Конвенция за договорите за международна покупко-продажба на стоки
Конвенцията за договорите за международна покупко-продажба на стоки на ООН, позната също като Виенска конвенция от 1980 година, е многостранно международно споразумение, имащо за цел унифициране на правилата на международната търговия, като заменя Хагските конвенции за еднообразните закони в международната покупко-продажба от 1964 година.

## История
Конвенцията е разработена от Комисията на ООН по международно търговско право. Подписана е във Виена на 11 април 1980 година. В конференцията за нейното обсъждане участват 62 държави. Конференцията завършва с приемане на Заключителния акт (документ ООН A/CONF.97/18) с приложение с текста на конвенцията.
Виенската конвенция е в сила като многостранен договор от 1 януари 1988 г., след като е ратифицирана от 11 държави. До началото на 2015 година е ратифицирана от общо 83 държави, последната от които – Гаяна, се присъединява на 25 септември 2014 г. Ратифициралите страни представляват значителна част от международната търговия. Редица държави обаче с важен дял в международния бизнес все още не са се включили, като сред тях са: Обединеното кралство, Белгия, Португалия, Ейре, някои страни от Средна Азия, повечето арабски страни, Южна Азия, почти цяла Африка.

## Структура
Виенската конвенция се състои от 4 части:
- Част I. Сфера на приложение и общи положения
- Част II. Сключване на договор
- Част III. Покупко-продажба на стоки
- Част IV. Заключителни положения

Вътре в частите текстът на Конвенцията е разбит на глави, раздели и членове. Текстът на Конвенцията съдержа всичко 101 члена.